# Tadeusz Browicz
Tadeusz Browicz (ur. 15 października 1847 we Lwowie, zm. 19 marca 1928) – polski lekarz anatom i patolog, rektor UJ, członek Polskiej Akademii Umiejętności, zastępca prezesa Wydziału Towarzystwa Gimnastycznego „Sokół” w Krakowie w 1886 roku.

## Życiorys
Urodził się 15 października 1847 we Lwowie, w rodzinie Karola, nauczyciela matematyki i przyrody, i Katarzyny z Rosinkiewiczów. W 1867 ukończył gimnazjum w Czerniowcach. W latach 1867–1872 studiował medycynę w Krakowie, gdzie w 1873 uzyskał stopień doktora wszech nauk lekarskich. Przez kilka lat pracował jako asystent w Zakładzie Anatomii Patologicznej pod kierunkiem prof. Alfreda Biesiadeckiego, a następnie prof. Ludwika Teichmanna. Habilitował się w 1875 w UJ na podstawie pracy o zmianach pozimniczych wątroby, śledziony i szpiku kostnego, a po wyjeździe Biesiadeckiego, objął w 1876 kierownictwo Zakładu jako profesor nadzwyczajny. W 1880 został profesorem zwyczajnym. Dwukrotnie, w 1886 i 1893 wybierany dziekanem Wydziału Lekarskiego, a od 1894 rektorem UJ. Członek Akademii Umiejętności. W 1901 roku mianowany członkiem czeskiej Akademii Nauk i Umiejętności. W 1925 otrzymał Nagrodę im. Jerzmanowskich.
Zajmował się w szczególności patologią zapaleń i nowotworów, bakteriologią, patofizjologią krwi oraz terminologią medyczną. W 1874 roku odkrył pałeczkę duru brzusznego. W roku 1898 opisał jako pierwszy (przed niemieckim anatomem K. W. Kupfferem, który się z nim konsultował) komórki gwiaździste układu siateczkowo-śródbłonkowego w naczyniach krwionośnych wątroby (tzw. komórki Browicza-Kupffera), a rok później opisał komórki wad mięśnia sercowego (tzw. komórki okruchonośne Browicza). W 1900 roku stworzył teorię budowy początkowych fragmentów dróg żółciowych i teorię powstawania żółtaczek. Browicz przyczynił się także do wzbogacenia polskiego słownictwa medycznego a owocem jego prac był opublikowany w 1905 r. „Słownik lekarski polski”. Był założycielem Towarzystwa Higienicznego Krakowa.
Pochowany w grobowcu rodzinnym na cmentarzu Rakowickim w Krakowie (kwatera XIa).

## Upamiętnienie
Jest patronem Wojewódzkiego Szpitala Obserwacyjno-Zakaźnego w Bydgoszczy oraz ulicy w Słupsku.

## Ordery i odznaczenia
- Krzyż Komandorski Orderu Odrodzenia Polski (30 kwietnia 1925)[10]

## Prace
- „Pasożyty roślinne w durze jelitowym” (1874)[11]
- „O śródnaczyniowych komórkach we włosowatych krwionośnych naczyniach zrazików wątroby” (1898)
- „Drogi odżywcze w komórce wątrobowej” (1900)
- „Patogeneza żółtaczki” (1900)
- „Szkice anatomiczno-patologiczne” (1921)[12]
- „Uwagi w sprawie nowotworzenia komórek, tkanek, guzów chorobowych” (1924)